# Jacob Baeteman
Jacob Frans Baeteman (Oostkerke, 13 februari 1782 - Dudzele, 13 november 1831) was burgemeester van de Vlaamse poldergemeente Dudzele in 1830-1831.

## Familie
Baeteman was de tweede van de zes kinderen van de Oostkerkse landbouwers Pieter Baeteman en Johanna Blommaert. Zijn verhuizing naar Dudzele had te maken met zijn huwelijk in januari 1806 met de daar wonende Marie-Jeanne De Jaegher (Waarschoot, 13 november 1767 - Brugge, 2 januari 1858), die de weduwe was van Charles Demuynck (1764-1805) en vijftien jaar ouder was dan Baeteman. 
Dit wijst op een verstandshuwelijk, waarbij een vrouw een activiteit uitoefende die ze van haar overleden echtgenoot had geërfd en waar een man bij nodig was. Ze zou Baeteman overleven en pas op haar 92ste sterven. 
Op het ogenblik van het huwelijk werd Baeteman vermeld als 'domestique' wat veel betekenissen kon hebben. Het meest waarschijnlijk is dat hij werkte bij een landbouwer (misschien bij de weduwe Demuynck?). Later werd hij zelf als landbouwer vermeld.
De echtgenote was 42 toen hun enige dochter, Johanna Baeteman (Dudzele, 2 juni 1809 - Zuienkerke, 21 april 1893) geboren werd. Enkele maanden na de dood van haar vader trouwde Johanna met Franciscus Monbaliu (1799-1873), zoon van schepen Jacob Monbaliu. Ze kregen dertien kinderen.

## Burgemeester
Onder het Verenigd Koninkrijk der Nederlanden was Baeteman in 1822-1824 gemeenteraadslid in Dudzele. De Belgische Revolutie van oktober 1830 had gevolgen tot in de kleine gemeenten. In Dudzele vond een praktisch volledige personeelswissel plaats. Na verkiezingen volgde Baeteman begin december 1830 Tomas Van den Bussche op. Er kwamen twee nieuwe schepenen, Jacob Cadron en Jacob Monbaliu, en twee van de vier raadsleden waren nieuw. Men koos ook nieuwe personen als gemeentesecretaris, gemeenteontvanger en veldwachter. 
Dudzele bevond zich in 1831 in de gevechtszone met Zeeuws-Vlaanderen en de weerbare mannen werden regelmatig opgeroepen. Er kwamen ook soldaten langs van het partizanenleger dat werd aangevoerd door kolonel Louis-Adolphe de Pontécoulant en die gedroegen zich zo onbehoorlijk dat het gemeentebestuur bij de Belgische overheid klacht neerlegde. Verschillende vorderingen werden ingediend voor opeisingen van logement en voedsel en voor het leveren van diensten, die door de legerbenden waren opgelegd zonder dat ze de vereiste documenten opmaakten voor de terugbetaling.
Baeteman was nog geen jaar burgemeester toen hij, amper negen en veertig, overleed. Hij ondertekende een laatste maal een officiële akte op 8 oktober en een maand later was hij dood. Jacob Cadron werd dienstdoende burgemeester. Pas in januari 1838, na gemeenteverkiezingen, werd een nieuw bestuur geïnstalleerd en werd Jacob Cadron burgemeester, met Jacob Monbaliu als een van zijn twee schepenen.